# Switched port analyzer
Pour les articles homonymes, voir Span.
Le SPAN (switched port analyzer, en anglais) est la fonction miroir de port (port mirroring en anglais) des commutateurs Ethernet Cisco. Cela permet de recopier sur un port donné le trafic destiné à un ou plusieurs autres ports.
Un analyseur de réseau connecté au port SPAN peut surveiller le trafic provenant de l'un des ports du commutateur.
Cette fonction permet d'effectuer des analyses de trafic sans perturber le fonctionnement du réseau observé.